# LOGINventory
Die Software LOGINventory ist eine Lösung zur automatisierten Netzwerk-Inventarisierung von Hardware- und Software-Komponenten, für das Lizenzmanagement in IT-Netzwerken und zur IT-Dokumentation. Die Software verschafft dem Anwender einen schnellen Überblick über den gesamten Bestand der im Netzwerk vorhandenen Hardware und Software in tabellarischer, filterbarer Form sowie mit diversen mitgelieferten Berichten über das LOGINventory Management Center sowie per grafischer Darstellungen der Netzwerk-Topologie. Entwickelt wird das Programm vom deutschen Softwarehaus Schmidt’s LOGIN in München.
LOGINventory dokumentiert agentenlos alle IT-Assets im gesamten Netzwerk, folglich ohne lokale Installation eines Client-Agenten auf den zu inventarisierenden Systemen. Inventarisiert werden Plattformen wie Windows, Linux, MacOS und andere.
Diese Daten werden zur weiteren Auswertung in einer Datenbank gespeichert. Unterstützt werden Datenbanken ab Microsoft SQL Server 2012 SP4 (alle Editionen).
Optional steht zur Inventarisierung der Windows-Offline-Agent zur Verfügung, welcher auch Rechner erfasst, die sich nie oder nur selten im lokalen Netzwerk befinden, etwa Laptops von Außendienstmitarbeitern oder DMZ-Server.
Für kleine Unternehmen oder zum Testen in größeren Umgebungen ist LOGINventory kostenlos. Ab einer Anzahl von 20 Assets im Netzwerk sind die Lizenzen kostenpflichtig.
Das LOGINventory-Lizenzmanagement eignet sich zur Bereitstellung von SAM-Prozessen. Mit ihm lassen sich unter anderem Anwendungen und Betriebssysteme von physischen und virtuellen Maschinen (VM) unterscheiden und verwalten. Unterstützt werden VMware vSphere, XenServer und Hyper-V, bei denen die Verknüpfung der VMs mit ihrem Host jeweils automatisch angelegt wird.
Für das Software-Lizenzmanagement berücksichtigt LOGINventory aktuelle Metriken auf allen Systemen inklusive Formel-Editor zum Hinterlegen beliebiger Berechnungsvorschriften, zum Beispiel pro Device, pro VM, pro VM-Core, pro Core, pro CPU, pro User.
Zur Dokumentation der IT bietet LOGINventory diverse mitgelieferte Berichte, die alle durch den User angepasst werden können. Dazu zählen z. B. Reporte zur Client- & Server-Dokumentation, zur IT-Compliance-Dokumentation und zur Dokumentation des Lizenzbestands, aber auch zur Erstellung von QR-Codes, um das Inventar mit Verlinkungen zum LOGINventory-Webinterface zu versehen. Ebenso lassen sich mit einem integrierten Berichts-Editor Fließtexte (z. B. IT-Handbücher und Notfallpläne) erstellen, in die dynamisch Daten aus der Inventarisierung eingebunden werden können.
Mit Hilfe der integrierten Tasks lassen sich viele Aufgaben automatisieren, sodass abhängig von frei-definierbaren Bedingungen E-Mails versandt werden können, Dokumente abgelegt werden, oder PowerShell-Skripte ausgeführt werden können. Dadurch können z. B. Benachrichtigungen versandt werden, wenn Lizenzen kurz vor den Ablaufdatum stehen, Unterlizenzierung erkannt wird, oder veraltete Antivirus-Definitionen erkannt wurden.

## Technologie-Übersicht
Haupteigenschaften von LOGINventory:
- Agentenlose Inventarisierung von Netzwerk-Komponenten (Hardware, Software und Konfiguration)
- Software-Lizenzmanagement
- Dokumentation des Netzwerkinventars (Ist-Zustand und Verlaufshistorie)
- Automatisierung von wiederkehrenden Aufgaben
- Erstellung von Betriebshandbüchern und Notfallhandbüchern
- Visualisierung der Netzwerk-Topologie

Die Inventarisierung erfolgt über Standardprotokolle. Folgende Technologien werden verwendet:
| Ziel                            | Technologie          |
| ------------------------------- | -------------------- |
| Windows-Betriebssysteme         | Remote Registry, WMI |
| Mac, Linux                      | Secure Shell         |
| Netzwerkgeräte: Drucker, Router | SNMP v1, v2c, v3     |
| Active Directory                | LDAP                 |
| Microsoft SQL Server            | TSQL                 |
| MS Exchange Umgebung            | Windows PowerShell   |
| Dateisystem                     | CIFS, SMB            |
| VMware                          | VMware-API           |

In Ergänzung zur Datenerfassung über das Netzwerk steht die Methode mittels Anmeldeskript oder USB-Stick zur Verfügung.

## Produkthistorie
Beim ersten Release 2002 war LOGINventory eine der ersten verfügbaren Inventarisierungslösungen auf dem Markt. Das Tool zeichnete sich von Anfang an durch seine einfache Inbetriebnahme, intuitive Bedienung und niedrige Kosten aus.
Bedingt durch fortlaufende Anpassungen an aktuelle Bedingungen im IT-Bereich, erscheinen Aktualisierungen in quartalsweisen Update-Zyklen.

## Rezeption
Das Magazin Techworld aus dem IDG-Verlag bewertet LOGINventory als „eine von den Applikationen, die alles tun, was man von ihnen erwartet, mit einem Minimum an Brimborium und mit einer Benutzeroberfläche, die so funktioniert, wie man es erwarten würde“. Im Magazin com! Professional wurde LOGINventory mit der Note 1 bewertet. In der Zeitschrift IT-Administrator wurde LOGINventory ansprechenden Lizenzmanagement-Anwendung gelobt.